# Offeio
Offeio è una frazione del comune di Petrella Salto, in provincia di Rieti, nel Lazio. Sorge sulle colline che si affacciano sulla valle del Salto alla destra orografica del fiume Salto poco distante dal lago del Salto.

## Geografia fisica

### Territorio
ll paese è situato a 667 m s.l.m. nella la valle del Salto sulle alture in prossimità del borgo di San Martino e dell'abitato di Capradosso a pochi km dal lago del Salto, bacino artificiale creato nel 1940 attraverso la realizzazione dell'omonima diga.

## Storia
Al pari degli altri paesi nell'area circostante, Offeio potrebbe trarre la sua origine dall'incastellamento di un abitato preesistente. Il fenomeno sarebbe avvenuto all'epoca dell'invasione dei Saraceni nell'area - durante il X secolo - o precedentemente - già nel V secolo - all'epoca delle guerre gotiche. 
In seguito, dopo la conquista longobarda della penisola, il suo territorio entrò a far parte dei possedimenti dell'abbazia di San Salvatore Maggiore tra i cui castelli era ricordato, ancora nel XVII secolo, come Offedium.

## Monumenti e luoghi d'interesse
Il centro storico, del tutto precluso alla circolazione automobilistica, conserva quasi intatta la sua struttura e fisionomia medievale.